# Guitarra Pikasso
La guitarra Pikasso (o Pikasso I) es una guitarra de cuatro mástiles y 42 cuerdas hecha a mano por la lutier canadiense Linda Manzer.

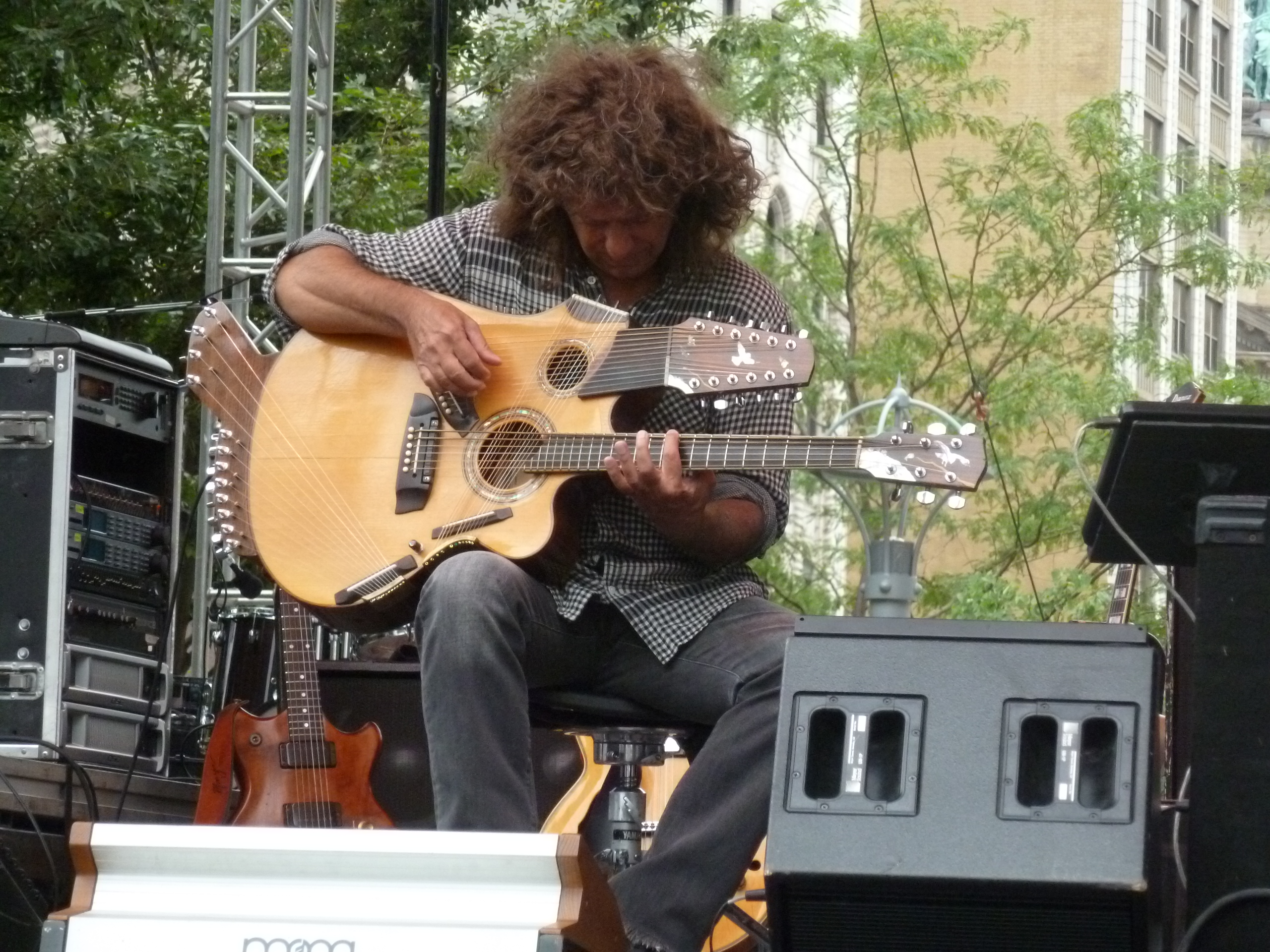
Pat Metheny con la guitarra Pikasso.

Esta guitarra acústica ha sido popularizada por el guitarrista de jazz Pat Metheny, que la usa en los álbumes Quartet, Imaginary Day («Into the Dream»), Jim Hall & Pat Metheny, Trio → Live, Metheny Mehldau Quartet («The Sound of Water») y Road To The Sun («Für Alina»). Esta guitarra también puede ser vista en los DVD Speaking of Now Live e Imaginary Day y en las página web oddmusic.com. Pat Metheny también ha usado esta guitarra en sus apariciones en álbumes de otros artistas, así como en el programa de televisión Legends of Jazz, donde se refirió a esta simplemente como «guitarra de 42 cuerdas».  
Cuando se le preguntó por el nombre de la guitarra, Metheny declaró:«La mujer que la fabricó la llama Guitarra Pikasso». Su nombre parece derivar de su parecido con los trabajos cubistas de Pablo Picasso.  